# أجيت خان
حميد علي خان (27 يناير 1922 - 21 أكتوبر 1998)، المعروف فنياً باسمه أجيت، ممثل هندي نشط في الأفلام الهندية عمل في أكثر من مائتي فيلم على مدى أربعة عقود. يذكر بأن ظهر أيضًا في بطولته كممثل رئيسي في أفلام بوليوود الشهيرة مثل ناستيك و بادا بهاي وميلان و بارا داري، وفي وقت لاحق كرائد ثانٍ في فيلم المغولي العظيم وفيلم نايا داور.

## روابط خارجية
- أجيت خان على موقع IMDb (الإنجليزية)
- أجيت خان على موقع ميوزك برينز (الإنجليزية)
- أجيت خان على موقع قاعدة بيانات الفيلم (الإنجليزية)